# Берсукер, Геннадий Исаакович
Геннадий Исаакович Берсукер (англ. Gennadi Bersuker; род. 1953, Кишинёв) — советский и американский физик, автор трудов по физике полупроводников.

## Биография
Родился в мае 1953 года в Кишинёве, в семье химиков Исаака Боруховича Берсукера и Лилии Борисовны Берсукер (1930—2003). В 1970 году окончил кишинёвскую среднюю школу № 34, затем физико-математический факультет Ленинградского государственного университета. Диссертацию кандидата физико-математических наук по теме «Многомодовый эффект Яна-Теллера в многоатомных системах с двукратно вырожденным электронным состоянием» защитил в 1980 году в Кишинёвском университете под руководством В. З. Полингера. Был научным сотрудником Института химии Академии наук Молдавской ССР, затем работал в Лейденском университете. С 1991 года — в Остине (штат Техас), сначала в Техасском университете в Остине,
в 1994—2014 годах — в Sematech (Остин), с 2014 года — в The Aerospace Corporation (Лос-Анджелес).
Опубликовал более 300 работ по электронным свойствам диэлектриков, физике попупроводников, кристаллохимии. Член редколлегии журнала «Transactions on Device and Materials Reliability». Индекс Хирша — 51 (Semantic Scholar, 2022), 53 (ResearchGate, 2022).
Сыновья — Евгений (род. 1979) и Кирилл (англ. Kirill Bersuker, PhD), учёный в области молекулярной биологии и цитологии (Стэнфордский университет).